# Cité de Crussol
La cité de Crussol est une voie du 11e arrondissement de Paris, en France.

## Situation et accès
La cité de Crussol est une voie privée située dans le 11e arrondissement de Paris. Elle débute au 7, rue Oberkampf et se termine au 10, rue de Crussol.

## Origine du nom
Le nom de la rue vient d'Alexandre-Charles-Emmanuel de Crussol (1743-1815).

## Historique
La cité a été construite en 1827 à l'intérieur du lotissement de la Nouvelle Ville d'Angoulême créé en 1781.

## Description

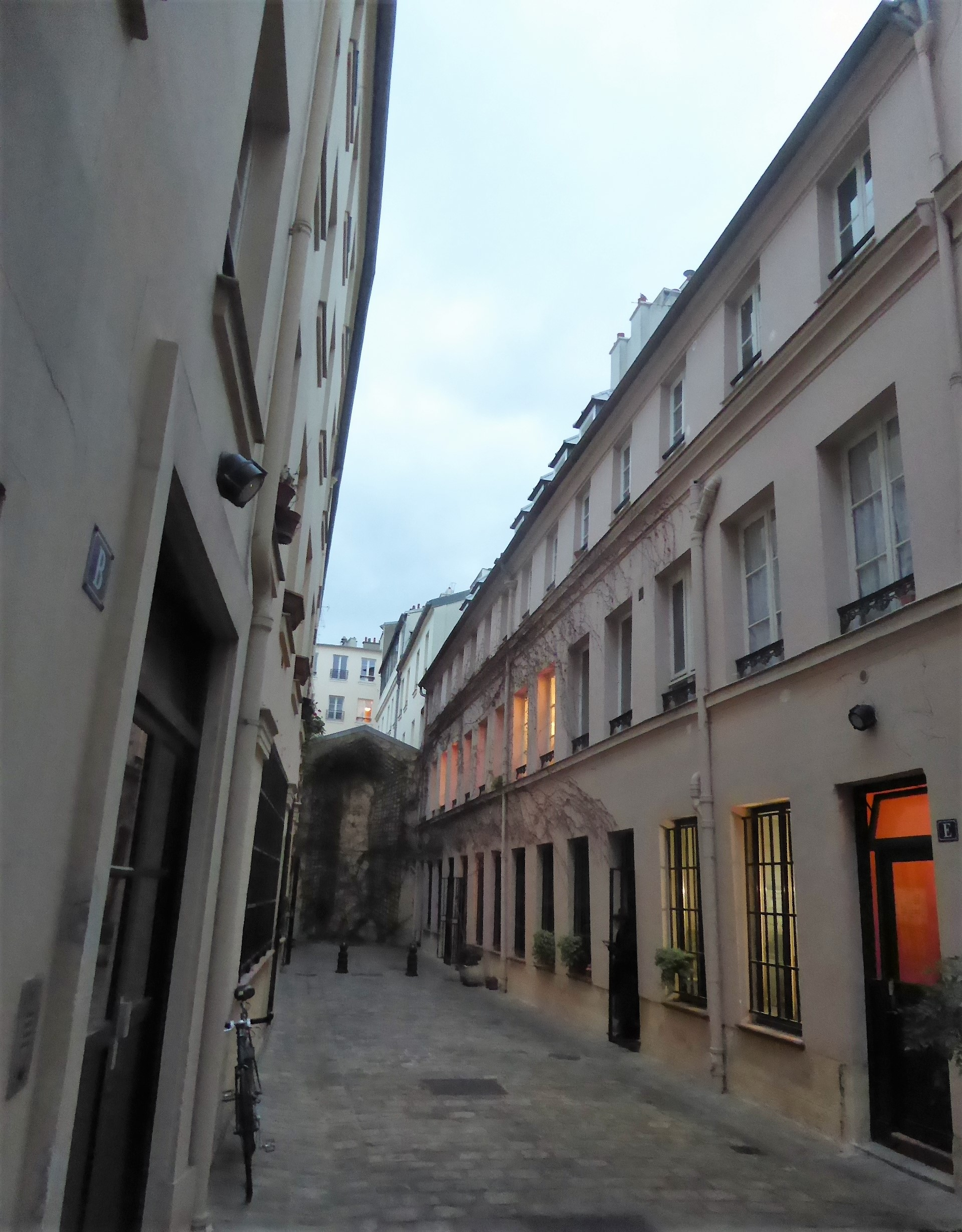
Une des cours de la cité de Crussol.

Le cité Crussol est un ensemble immobilier privatif comprenant deux cours. Comportant à l'origine, principalement des logements, elle est actuellement en partie occupée par de petites entreprises tertiaires.  